# Gouvernement Homs
Homs (arabisch محافظة حمص, DMG Muḥāfaẓat Ḥimṣ) ist eines der 14 syrischen Gouvernements und liegt im Zentrum des Landes. Auf einer Fläche von 42.223 km² leben rund 1.763.000 Einwohner (Schätzung 2010). Hauptstadt des Gouvernements ist Homs.

## Distrikte
Das Gouvernement ist in sieben Distrikte (Mintaqa) unterteilt:
| Distrikt          | Orte (Hauptort in fett)                                 |
| ----------------- | ------------------------------------------------------- |
| Al-Dar al-Kabirah | Al-Dar al-Kabirah, Al-Gasbiea                           |
| al-Kusseir        | Kusseir, Schinschar                                     |
| ar-Rastan         | Rastan, Tell Bisa,                                      |
| Homs              | Hisyah, al-Qaryatain                                    |
| Tadmur            | Palmyra, as-Suchna                                      |
| Taldou            | Kafr Laha, al-Qabu, Taldou                              |
| Tell Kalach       | Hadidah, al-Hawasch, Marmarita, al-Nasirah, Tell Kalach |